# Przygody Misia Bruno
Przygody Misia Bruno (fr. Les Aventures de Petit Ours Brun, ang. The Adventures of Little Brown Bear, 2003–2005) – amerykańsko-francuski serial animowany, który emitowany jest w Polsce na kanale TVN Style.

## Opis fabuły
Serial opowiada o przygodach trójki przyjaciół. Bruno, Rózia i Bartek chodzą do jednej szkoły, uwielbiają próbować nowych wrażeń. Razem przeżywają niesamowite historie. 

## Bohaterowie
- Miś Bruno

- Mama

- Tata

- Misia Rózia

- Miś Bartek

## Wersja polska
Opracowanie wersji polskiej: Studio Sonica

Reżyseria: Jerzy Dominik

Dźwięk: Maciej Sapiński

Kierownictwo produkcji: Dorota Furtak

Kierownictwo muzyczne: Marek Krejzler

Udział wzięli: 
- Monika Pikuła – Narrator
- Anna Apostolakis – Miś Bruno
- Milena Lisiecka – Mama
- Anna Gajewska
- Brygida Turowska
- Paweł Szczesny – Tata
- Andrzej Gawroński

i inni

## Spis odcinków
| Premiera odcinka | N/o | Polski tytuł                             | Angielski tytuł                                    |
| ---------------- | --- | ---------------------------------------- | -------------------------------------------------- |
|                  |     |                                          |                                                    |
| SERIA PIERWSZA   |     |                                          |                                                    |
|                  |     |                                          |                                                    |
| 01.06.2009       | 01  | Miś Bruno budzi się wcześnie rano        | Little Brown Bear Gets Up Early                    |
|                  |     |                                          |                                                    |
| 01.06.2009       | 02  | Miś Bruno gubi przytulankę               | Little Brown Bear Lost His Favourite Toy           |
|                  |     |                                          |                                                    |
| 02.06.2009       | 03  | Miś Bruno bawi się z dzidziusiem         | Little Brown Bear And The Baby                     |
|                  |     |                                          |                                                    |
| 02.06.2009       | 04  | Miś Bruno w kąpieli                      | Little Brown Bear Has A Bath                       |
|                  |     |                                          |                                                    |
| 03.06.2009       | 05  | Miś Bruno ma mały wypadek                | Little Brown Bear’s Little Accidents               |
|                  |     |                                          |                                                    |
| 03.06.2009       | 06  | Miś Bruno nie chce się dzielić zabawkami | Little Brown Bear Won’t Share His Toys             |
|                  |     |                                          |                                                    |
| 04.06.2009       | 07  | Miś Bruno chce ciastko                   | Little Brown Bear Wants A Cake                     |
|                  |     |                                          |                                                    |
| 04.06.2009       | 08  | Miś Bruno boi się wilków                 | Little Brown Bear Is Frightened Of The Wolf        |
|                  |     |                                          |                                                    |
| 05.06.2009       | 09  | Miś Bruno chce się wspinać               | Little Brown Bear Goes Climbing                    |
|                  |     |                                          |                                                    |
| 05.06.2009       | 10  | Miś Bruno nie może zasnąć                | Little Brown Bear Isn't Tired                      |
|                  |     |                                          |                                                    |
| 06.06.2009       | 11  | Miś Bruno sprząta zabawki                | Little Brown Bear Tidies Up His Toys               |
|                  |     |                                          |                                                    |
| 06.06.2009       | 12  | Miś Bruno idzie na sanki                 | Little Brown Bear Goes Sledding                    |
|                  |     |                                          |                                                    |
| 07.06.2009       | 13  | Miś Bruno kłóci się z mamą               | Little Brown Bear Argues With His Mommy            |
|                  |     |                                          |                                                    |
| 07.06.2009       | 14  | Miś Bruno jest bardzo głodny             | Little Brown Bear Could Eat A Horse                |
|                  |     |                                          |                                                    |
| 08.06.2009       | 15  | Miś Bruno gubi się na targu              | Little Brown Bear Gets Lost At The Market          |
|                  |     |                                          |                                                    |
| 08.06.2009       | 16  | Miś Bruno lepi śnieżki                   | Little Brown Bear Makes Some Snowballs             |
|                  |     |                                          |                                                    |
| 09.06.2009       | 17  | Miś Bruno jedzie na majówkę              | Little Brown Bear Loves Picnics                    |
|                  |     |                                          |                                                    |
| 09.06.2009       | 18  | Miś Bruno żartuje                        | Little Brown Bear Plays The Fool                   |
|                  |     |                                          |                                                    |
| 10.06.2009       | 19  | Miś Bruno wyrusza na wyprawę             | Little Brown Bear Goes On An Adventure             |
|                  |     |                                          |                                                    |
| 10.06.2009       | 20  | Miś Bruno sam się ubiera                 | Little Brown Bear Wants To Dress Himself           |
|                  |     |                                          |                                                    |
| 11.06.2009       | 21  | Miś Bruno poznaje kolegów                | Little Brown Bear Makes a Friend                   |
|                  |     |                                          |                                                    |
| 11.06.2009       | 22  | Miś Bruno zakochuje się                  | Little Brown Bear Is in Love                       |
|                  |     |                                          |                                                    |
| 12.06.2009       | 23  | Miś Bruno pracuje w ogrodzie             | Little Brown Bear Does some Gardening              |
|                  |     |                                          |                                                    |
| 12.06.2009       | 24  | Miś Bruno jest łakomczuchem              | Little Brown Bear Too Fond of Sweets               |
|                  |     |                                          |                                                    |
| 13.06.2009       | 25  | Miś Bruno nocuje poza domem              | Little Brown Bear Spends the Night at His Cousin’s |
|                  |     |                                          |                                                    |
| 13.06.2009       | 26  | Miś Bruno jedzie pociągiem               | Little Brown Bear Takes the Train                  |
|                  |     |                                          |                                                    |
| 14.06.2009       | 27  | Miś Bruno jedzie nad morze               | Little Brown Bear Discovers the Sea                |
|                  |     |                                          |                                                    |
| 14.06.2009       | 28  | Miś Bruno lepi bałwana                   | Little Brown Bear Makes a Snowman                  |
|                  |     |                                          |                                                    |
| 15.06.2009       | 29  | Miś Bruno idzie do szkoły                | Little Brown Bear Starts School                    |
|                  |     |                                          |                                                    |
| 15.06.2009       | 30  | Miś Bruno odwiedza gospodarstwo          | Little Brown Bear and the Farm                     |
|                  |     |                                          |                                                    |
| 16.06.2009       | 31  | Miś Bruno urządza przyjęcie              | Little Brown Bear Has a Tea Party                  |
|                  |     |                                          |                                                    |
| 16.06.2009       | 32  | Miś Bruno czeka na Boże Narodzenie       | Little Brown Bear Gets Ready for Christmas Day     |
|                  |     |                                          |                                                    |
| 17.06.2009       | 33  | Miś Bruno jeździ na łyżworolkach         | Little Brown Bear Goes Rollerskating               |
|                  |     |                                          |                                                    |
| 17.06.2009       | 34  | Miś Bruno idzie na ryby                  | Little Brown Bear Goes Fishing                     |
|                  |     |                                          |                                                    |
| 18.06.2009       | 35  | Miś Bruno jest chory                     | Little Brown Bear Has a Temperature                |
|                  |     |                                          |                                                    |
| 18.06.2009       | 36  | Miś Bruno idzie na pływalnię             | Little Brown Bear Goes to the Swimming Pool        |
|                  |     |                                          |                                                    |
| 19.06.2009       | 37  | Miś Bruno robi sztuczki                  | Little Brown Bear Plays Tricks                     |
|                  |     |                                          |                                                    |
| 20.06.2009       | 38  | Miś Bruno smaży naleśniki                | Little Brown Bear Makes Pancakes                   |
|                  |     |                                          |                                                    |
| 21.06.2009       | 39  | Tajemnica Misia Bruno                    | Little Brown Bear Has a Secret                     |
|                  |     |                                          |                                                    |
| 22.06.2009       | 40  | Miś Bruno maluje                         | Little Brown Bear Does some Painting               |
|                  |     |                                          |                                                    |
| 23.06.2009       | 41  | Miś Bruno superbohater                   | Little Brown Bear Is a Superhero                   |
|                  |     |                                          |                                                    |
| 24.06.2009       | 42  | Gwiazdka Misia Bruno                     | Little Brown Bear’s Christmas                      |
|                  |     |                                          |                                                    |
| 25.06.2009       | 43  | Misiowi Bruno jest gorąco                | Little Brown Bear is Too Hot                       |
|                  |     |                                          |                                                    |
| 26.06.2009       | 44  | Miś Bruno nie chce spać                  | Little Brown Bear Doesn’t Want His Afternoon Nap   |
|                  |     |                                          |                                                    |
| 27.06.2009       | 45  | Urodziny Misia Bruno                     | Little Brown Bear’s Birthday                       |
|                  |     |                                          |                                                    |
| 28.06.2009       | 46  | Miś Bruno jedzie na wakacje              | Little Brown Bear Goes on Holiday                  |
|                  |     |                                          |                                                    |
| 29.06.2009       | 47  | Miś Bruno bawi się z kotkiem             | Little Brown Bear Plays With the Cat               |
|                  |     |                                          |                                                    |
| 30.06.2009       | 48  | Miś Bruno pomaga mamie                   | Little Brown Bear Helps His Mummy                  |
|                  |     |                                          |                                                    |
| 01.07.2009       | 49  | Miś Bruno i opiekunka                    | Little Brown Bear nad the Baby-sitter              |
|                  |     |                                          |                                                    |
| 02.07.2009       | 50  | Miś Bruno nie chce jeść zupy             | Little Brown Bear Doesn’t Want to Eat His Soup     |
|                  |     |                                          |                                                    |
| 03.07.2009       | 51  | Miś Bruno chce zadzwonić                 | Little Brown Bear Wants to Telephone               |
|                  |     |                                          |                                                    |
| 04.07.2009       | 52  | Miś Bruno i zepsuta zabawka              | Little Brown Bear Breaks His Toy                   |
|                  |     |                                          |                                                    |